# Maria Chajdacka
Maria Chajdacka – polska „Sprawiedliwa wśród Narodów Świata”.

## Życiorys
W trakcie II wojny światowej mieszkanka Miedzeszyna. Podczas obławy na nielegalnie przebywających w miejscowym getcie Polaków, Chajdecka ukryła się u żydowskiej rodziny Aronsonów. Po pewnym czasie, gdy to Żydzi potrzebowali schronienia, to Maria ukryła u siebie Halinę (10 lat) i Mosze Aronsonów (7 lat). Dzieci otrzymały aryjskie dokumenty i były przedstawiane jako członkowie jej rodziny. Pracowały w gospodarstwie Marii aż do końca II wojny światowej. Po jej zakończeniu, nadal z nią mieszkały. Po tym, jak rozeszła się plotka, że są Żydami, do ich domu wtargnęła uzbrojona banda i zastrzeliła Marię.
7 czerwca 1984 r. Instytut Jad Waszem uhonorował Marię Chajdacką medalem „Sprawiedliwy wśród Narodów Świata”.